# Quyền tự quyết

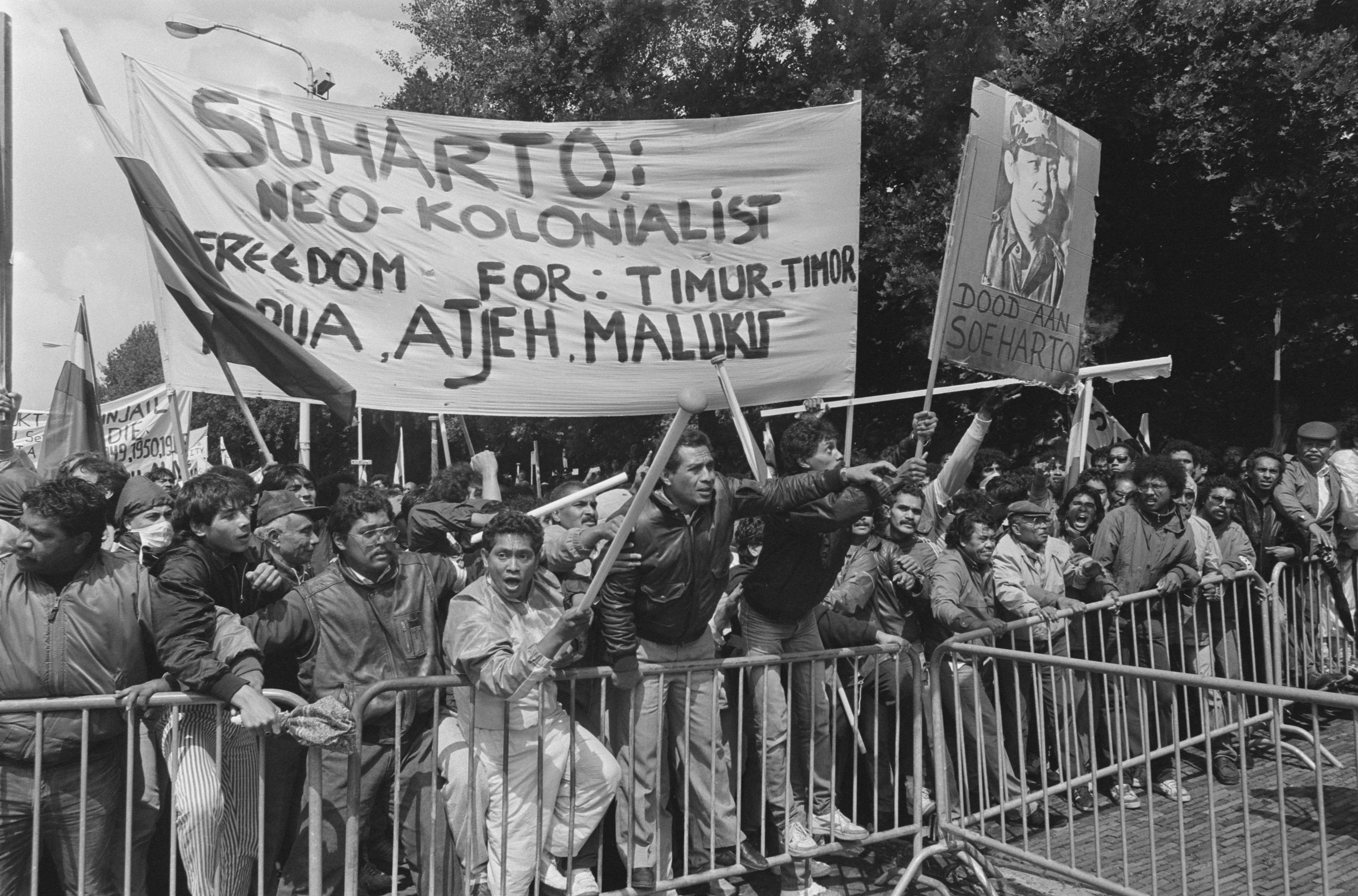
Những người biểu tình Mollucan phản đối cách đối xử của chính phủ Suharto đối với Đông Timor, ở Den Haag, Hà Lan, năm 1986.

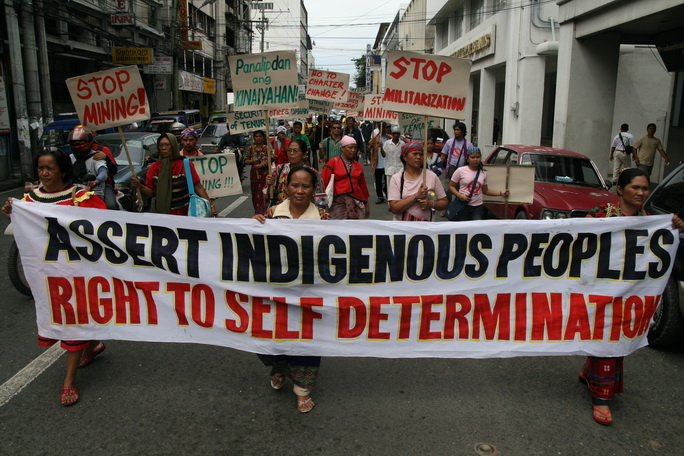
Người Lumad ở thành phố Davao tuần hành đòi quyền tự quyết như một phần của nhân quyền tại Philippines năm 2008.

Quyền tự quyết của nhân dân là một nguyên tắc cơ bản trong luật pháp quốc tế hiện đại, ràng buộc (thường được coi là quy tắc jus cogens), với Liên Hợp Quốc là cơ quan giải thích có thẩm quyền các quy tắc của Hiến chương. Nó tuyên bố rằng các dân tộc, dựa trên sự tôn trọng nguyên tắc về quyền bình đẳng trước pháp luật và cơ hội bình đẳng, có quyền tự do lựa chọn chủ quyền và địa vị chính trị quốc tế mà không bị can thiệp.
Khái niệm này lần đầu tiên xuất hiện vào những năm 1860 và nhanh chóng lan truyền sau đó. Trong và sau Chiến tranh thế giới thứ nhất, nguyên tắc này đã được cả Chủ tịch Hội đồng Bộ trưởng Liên Xô Vladimir Lenin và Tổng thống Hoa Kỳ Woodrow Wilson khuyến khích. Sau khi công bố giải pháp Mười bốn Điểm của mình vào ngày 8 tháng 1 năm 1918, ngày 11 tháng 2 năm 1918, Wilson tuyên bố: "Khát vọng quốc gia phải được tôn trọng; người dân giờ đây chỉ có thể bị quản lý và cai trị bởi sự đồng ý của chính họ. 'Quyết định' không chỉ là một cụm từ; nó là một nguyên tắc bắt buộc của hành động."
Trong Chiến tranh thế giới thứ hai, nguyên tắc này đã được đưa vào Hiến chương Đại Tây Dương, được tuyên bố vào ngày 14 tháng 8 năm 1941 bởi Tổng thống Hoa Kỳ Franklin D. Roosevelt và Thủ tướng Vương quốc Anh Winston Churchill, những người đã cam kết Tám điểm chính của Hiến chương. Nó được công nhận là một quyền quốc tế hợp pháp sau khi được liệt kê rõ ràng là một quyền trong Hiến chương Liên Hợp Quốc.
Nguyên tắc không nêu rõ quyết định sẽ được đưa ra như thế nào, cũng như kết quả sẽ ra sao, cho dù đó là độc lập, liên bang, bảo hộ, một số hình thức tự chủ hay đồng hóa hoàn toàn. Nó cũng không nêu rõ ranh giới giữa các dân tộc nên là gì, cũng như điều gì tạo nên một dân tộc. Có nhiều định nghĩa và tiêu chí pháp lý mâu thuẫn nhau để xác định nhóm nào có thể yêu cầu quyền tự quyết một cách hợp pháp.
Tổng quát hơn, thuật ngữ "quyền tự quyết" cũng đề cập đến quyền tự do lựa chọn các hành vi của chính mình mà không có sự ép buộc từ bên ngoài.